# الناصر صلاح الدين (فلم)
الناصر صلاح الدين هو فيلم مصري للمخرج يوسف شاهين، إنتاج عام 1963، قصة: يوسف السباعي، (معالجة القصة): عز الدين ذو الفقار، محمد عبد الجواد، نجيب محفوظ، عبد الرحمن الشرقاوي. الفيلم من بطولة أحمد مظهر، وصلاح ذو الفقار، ونادية لطفي، وآخرين.
وهو فيلم تاريخي تدور أحداثه حول فترة من حياة القائد صلاح الدين الأيوبي. وهي فترة الحروب الصلبية ومحاولة صلاح الدين إثبات ان القدس كأرض ومكان مقدس للمسلمين فالفيلم يناقش قضية الأرض، رُشح الفيلم لجائزة مهرجان موسكو السينمائي الدولي سنة 1963. الفيلم يحتل المرتبة الحادية عشر في قائمة أفضل مئة فيلم في تاريخ السينما المصرية.

## قصة الفيلم
بعد أن علم صلاح الدين وهو في مصر بما يحدث للمسلمين في بيت المقدس يهب لجمع كلمة المسلمين من أجل إنقاذها لكن قوافل الحجاج تتعرض للهجوم من قبل الفرنجة بقيادة رينو وكان فيها ابنة عمة صلاح الدين فيضطر للتقدم لمواجهة الفرنجة الذين جمعوا جيوشهم للقتال وينتصر صلاح الدين عليهم في معركة حطين ويحرر بيت المقدس ويقتل رينو وكانت هذة نهاية الحملة الصليبية الثانية
ثم ذهبت فيرجينيا زوجة أرناط إلى أوروبا تستنجد بريتشارد قلب الأسد وفيليب أغسطس فيبدأون الهجوم بحراً على عكا ويتمكنون من احتلالها وبعد فشل محاولة صلاح الدين للسلام معهم يتمكن الفرنجة من احتلال عسقلان ثم يتمكن صلاح الدين من هزيمتهم في معركة آخرى ثم تبدأ بين الفرنجة عمليات دسائس ومؤامرات وخيانات انتهت برجوع كلٍ من فيليب وكونراد إلى فرنسا وهزيمة جيوش ريتشارد أمام صلاح الدين عند أسوار بيت المقدس بعد أن جهز سلاحاً استطاع من خلاله تحطيم أبراج الفرنجة بالإضافة إلى موت فيرجينيا على يد آرثر الذي اكتشف ريتشارد بعد حين أنه قد خانه فيضطر ريتشارد للعودة إلى بلاده بعد توقيع معاهدة الرملة مع صلاح الدين الأيوبى الذي حمد الله على نعمه وكانت هذة هي نهاية الحملة الصليبية الثالثة
يحتوي الفيلم أيضًا على حبكة فرعية تشمل القائد عيسى العوام والصليبية لويزا. في البداية، التقى كلاهما لأول مرة عندما صادفها عيسى بالخطأ عندما كانت تستحم، وبعد أن ابتعد عنها منتظرًا أن ترتدي ملابسها قبل أن يأخذها أسيرة كونها صليبية، أطلقت عليه سهمًا وهربت.  في النهاية، بعد أن أنقذت حياته مرتين، اختارت لويزا أن تتخلى عن كونها محاربة صليبية وتصبح ممرضة لعيسي. وهذا يؤدي إلى وقوعهما في الحب والزواج من بعضهما البعض، مع اختيار لويزا البقاء مع عيسي في القدس.

## الممثلون

### البطولة
| - أحمد مظهر في دور صلاح الدين الأيوبي. - صلاح ذو الفقار في دور عيسى العوام. - نادية لطفي في دور لويزا. - حسين رياض في دور هيكاري. | - حمدي غيث في دور ريتشارد قلب الأسد ملك إنجلترا. - ليلى فوزي في دور فيرجينيا. - عمر الحريري في دور فيليب أغسطس ملك فرنسا. - ليلى طاهر في دور ملكة إنجلترا. |

### شارك في التمثيل
| - محمود المليجي في دور كونراد - زكي طليمات في دور آرثر - توفيق الدقن في دور والي عكا - محمد حمدي - محمد سلطان - محمد عبد الجواد | - سامي لطفي - إبراهيم عمارة في دور القاضي الفاضل - أحمد لوكسر في دور رينو دى شاتيون أمير الكرك والشوبك - صلاح نظمي في دور القائد الصارم - بدر نوفل في دور الدمشقي - إحسان شريف في دور راعية الكنيسة | - عبد العظيم كامل - نجيب عبده - كنعان وصفي - ناهد صبري في دور الراقصة المسيحية - فتوح نشاطي في دور غي دي لوزينيان ملك أورشليم - سامية محسن |

## بقية فريق العمل
| - قصة:يوسف السباعي. - علاج القصة:نجيب محفوظ - عزالدين ذوالفقار - محمد عبد الجواد. - مراجعة تاريخية:محمد عمارة. - سيناريو:عبد الرحمن الشرقاوي - يوسف شاهين. - حوار:عبد الرحمن الشرقاوي - يوسف السباعي. - مساعد الإنتاج:عبد العزيز موسى. - الفوتوغرافيا:فوزي عطا الله. - المقدمة:الخضري. - مساعدو الديكور:عثمان حسين - محمود حسنين - محمود المغربي. - تصميم الملابس:ولي الدين سامح - شادي عبد السلام - جبرائيل كراز. - إكسسوار:سعيد عطا - عباس ردنجل - ملابس:محمد عزت - تفيده الجبالي - تفيده عبد الرحمن. | - ديكور:حبيب الخوري - روبرت شارفنبرج. - ماكياج:مصطفى إبراهيم. - مساعدا ماكياج:عرفان علي - حسن طه. - مصفف الشعر:يونس قاسم. - المصوران:روبير سعد - مسعود عيسى. - مساعد المصور:مصطفى إمام. - المخرج المساعد:محمد عبد الجواد. - محمود حسنين - المساعدان:سمير نصير - فكري رمزي. - مساعد ثاني:عاطف السيسي. - المونتاج:رشيده عبد السلام. - المساعد:صلاح عبد الرزاق. - الموسيقى الشرقية:احمد سعد الدين. | - مسجل الحوار:كمال عبد الله. - تسجيل وتحميض الصوت:ستوديو مصر. - طبع الفيلم:معامل دنهام (إنجلترا). - التوزيع لجميع أنحاء العالم:شركة لوتس للتوزيع. - الموسيقى:اوركسترا القاهرة السيمفوني والكورال تحت قيادة كارلو سافينا. - مهندس الصوت:نصري عبد النور. - مدير الإنتاج:مصطفى عبد اللطيف. - الموسيقى التصويرية:فرانسسكو لافانينو. - إنتاج:آسيا داغر - مدير التصوير:وديد سري. - إخراج:يوسف شاهين. |

## روابط خارجية
- مقالات تستعمل روابط فنية بلا صلة مع ويكي بيانات